# Émetteur de Beidweiler

L'émetteur de Beidweiler était une installation de transmission utilisée jusqu'au 2 janvier 2023 pour la diffusion en grandes ondes de RTL près de Beidweiler (commune de Junglinster) au Luxembourg. Il est exploité par BCE (Broadcasting Center Europe), filiale de RTL Group.
Les travaux débutèrent en 1971 et la mise en service eut lieu le 12 octobre 1972. De technologie plus moderne, l'émetteur de Beidweiler remplace le "vieil" émetteur de Junglinster, datant des années 1930 dans sa forme initiale mais ayant bénéficié de plusieurs transformations, notamment dans les années 1950, et qui sert désormais d'émetteur de secours.
Il était employé pour transmettre le programme français, réalisé depuis le 56, avenue Charles de Gaulle à Neuilly sur Seine (ex 22 rue Bayard à Paris), sur 234 kilohertz en modulation d'amplitude, avec une puissance de 2000 kilowatts (jusqu'en 2011 : deux émetteurs Thomson de 1000 kW chacun, couplés ; deux autres émetteurs plus anciens de même puissance étaient en réserve). Il est constitué d'un réseau d'antennes directionnelles se composant de trois mâts haubanés de 290 m chacun, diffusant son signal vers la France. Des groupes électrogènes diesel assurent une alimentation électrique de secours. Un nouvel émetteur Transradio, de type TRAM/P 1500LS, a été installé en 2011. 
La puissance installée est de 1500 kW (réduite à 1000 kW la nuit, les samedis et dimanches ou en cas d'utilisation future du mode DRM) ; depuis 2020 la puissance de sortie est réduite à 750 ou 375 kW. Des photos sont visibles sur le site du constructeur (voir liens).
La diffusion en grandes ondes de RTL a cessé définitivement le 2 janvier 2023 à 1h du matin. Cette décision prise par le Groupe M6 mettait en avant la crise énergétique actuelle et l’économie de plus de 6 000 MWh par an qui serait ainsi réalisée.

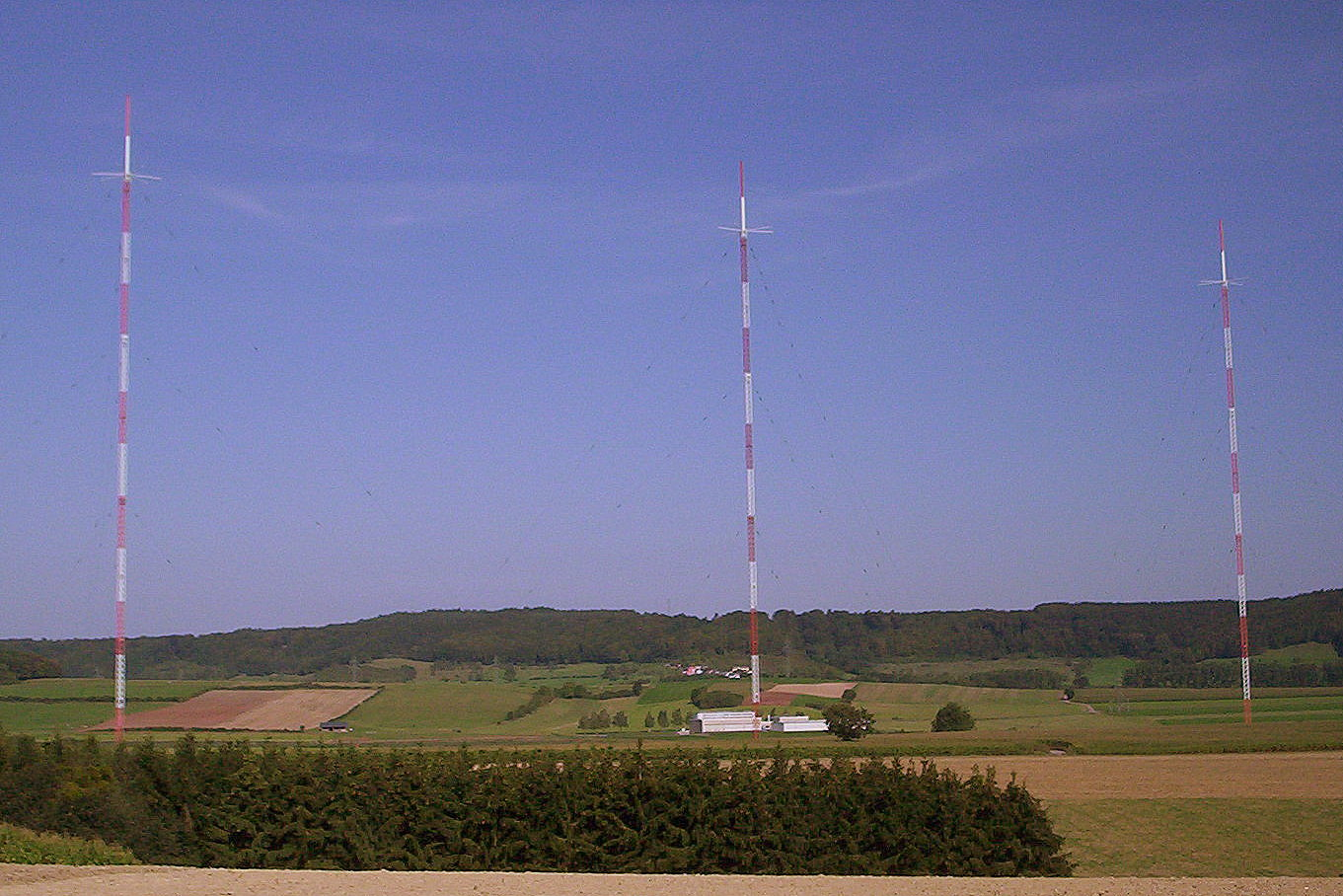
Vue générale du site d'émission de Beidweiler. Antennes ondes longues, mâts haubanés de 290 m.

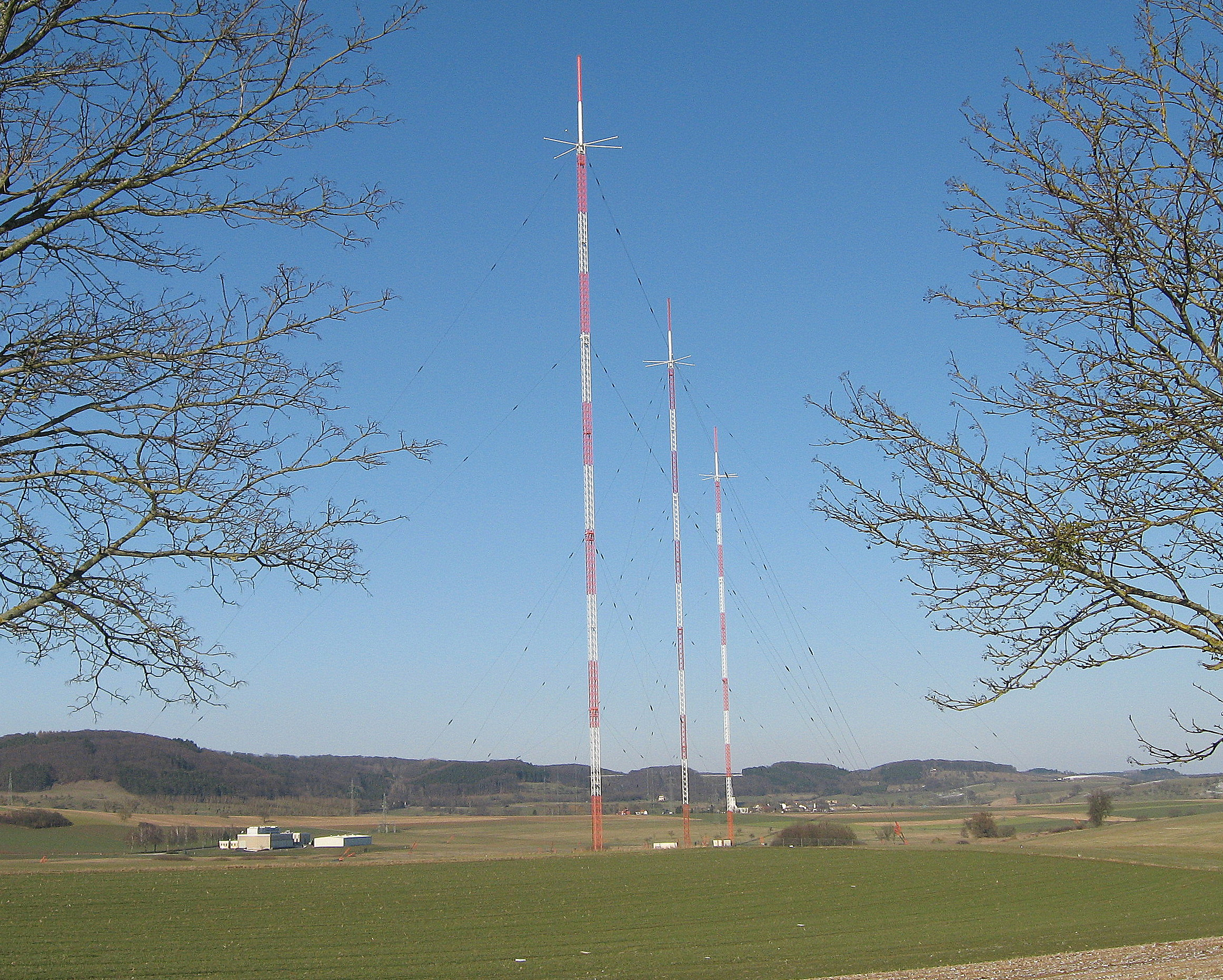
Emetteur de Beidweiler (ondes longues): une autre vue générale du site.

## Liens
- http://fr.structurae.de/structures/data/index.cfm?ID=s0010726
- Site de la société BCE, filiale de RTL Group, gestionnaire de l'émetteur
- Site du programme radio RTL en français